# Heinrich Göbel
Heinrich Göbel, także Heinrich Goebel i Henry Goebel (ur. 20 kwietnia 1818, zm. 4 grudnia 1893) – niemiecki optyk, wynalazca. Jest uważany za wynalazcę żarówki elektrycznej, której działający prototyp wykonał w 1854 roku, a więc ponad dwie dekady przed Edisonem.

## Życiorys
Heinrich Göbel urodził się w 1818 roku w Springe koło Hanoweru. W 1849 roku wyemigrował do Nowego Jorku. Göbel jest uważany za konstruktora żarówki o żarniku węglowym (1854), podobnej do żarówki opracowanej w 1880 roku przez Thomasa Edisona. Choć on sam w 1882 roku zgłaszał pewne pretensje do wynalazku, jednak robił to wyłącznie w celu rozreklamowania własnej firmy. Jego nazwisko powróciło w 1893 roku za sprawą trzech firm, które produkowały żarówki Edisona bez licencji od wynalazcy. Przedstawiciele tych przedsiębiorstw bronili swoich klientów poprzez próbę wykorzystania historii rozpowszechnianej przez Göbela, ponieważ udowodnienie Edisonowi kradzieży wynalazków spowodowałoby unieważnienie jego pozwu wobec tych trzech przedsiębiorstw. Chociaż pozew Edisona oddalono, nie potwierdzało to prawdziwości twierdzeń Göbela, jednak w Niemczech uznano go wówczas za wynalazcę żarówki.